# Pierre d’Aval
Pierre d’Aval (* 1745; † nach 1806) war ein preußischer Beamter.

## Leben
Zur Herkunft sowie zur Ausbildung von Pierre d’Aval liegen keine Erkenntnisse vor.
Er war zunächst in der Regieverwaltung tätig. 
1780 war er als General-Akzise-Zoll- und Tabakinspektor in der Breslauischen Direktion angestellt und von Dezember 1787 bis 1806 zweiter Direktor der Breslauer Akzise- und Zolldirektion mit dem Prädikat Kriegsrat; 1793 erfolgte seine Ernennung zum Ober-Akzise- und Zollrat.